# Friedericke Leue
Friedericke Leue är en tysk kanotist.
Hon tog bland annat VM-silver i K-1 1000 meter i samband med sprintvärldsmästerskapen i kanotsport 2007 i Duisburg.